# Antonio Bibalo
Antonio Bibalo, född 18 januari 1922 i Trieste, död 19 juni 2008 i Larvik, var en italienskfödd kompositör och pianist, sedermera bosatt i Norge.
Bibalo studerade i Trieste och London innan han flyttade till Norge 1956. Han blev norsk medborgare 1968.
Bibalo komponerade operor, baletter, vokalmusik, symfonier och kammarmusik. Han var medlem av Sankt Olavs Orden och tilldelades Lindeman-priset 1992.